# Nagykanizsa
Nagykanizsa (in tedesco Großkirchen o Groß-Kanizsa, in croato Kan(j)iža o Velika Kan(j)iža, in sloveno Velika Kaniža, in turco Kanije, in italiano Canissa) è una città dell'Ungheria di 50 774 abitanti (dati 2008), ed è una città di rilevanza provinciale (megyei jogú város). È situata nella contea di Zala.

## Storia
La città, dal 9 settembre al 18 novembre 1601, fu stretta d'assedio dai Turchi e il duca di Mantova Vincenzo I Gonzaga partecipò, senza successo, al tentativo di liberare la città.

## Amministrazione

### Gemellaggi
- Kazanlak
- Acri (Israele)
- Čakovec
- Gleisdorf
- Puchheim
- Salo
- Covasna
- Litoměřice
- Náchod
- Ancona